# Mosquée du Barbier
La mosquée du Barbier, connue sous le nom de mausolée de Sidi Sahab, est une zaouïa tunisienne située à Kairouan, hors les murailles de la médina.

## Histoire
Le monument abrite le célèbre tombeau d'Abou Zamaa el-Balaoui, un compagnon du prophète de l'islam Mahomet, mort au combat en l'an 34 de l'hégire (654 ap. J.-C.). Surnommé Sidi Sahab ou Sidi Sahbi, il est considéré comme le patron de la ville de Kairouan. L'édifice, élevé très probablement aux XIIIe et XIVe siècles, est entièrement rénové au XVIIe siècle par les beys de la dynastie mouradite. C'est Hammouda Pacha Bey qui reconstruit la zaouïa, édifie la médersa ainsi que le minaret vers 1662 ; son petit-fils, Mohamed Bey El Mouradi, refait complètement la coupole du mausolée, et sans doute la cour et les galeries qui l'entourent aux alentours de 1681-1685.
À la fin du XIXe siècle, l'écrivain français Guy de Maupassant, qui visite l'édifice lors de son séjour à Kairouan, décrit ses impressions en découvrant la cour qui précède la chambre funéraire : « La grande cour carrée où l'on arrive ensuite en est aussi entièrement décolorée. La lumière luit, ruisselle, et vernit de feu cet immense palais d'émail, où s'illuminent sous le flamboiement du ciel saharien tous les dessins et toutes les colorations de la céramique orientale. Au-dessus courent des fantaisies d'arabesques inexprimablement délicates. C'est dans cette cour de féerie que s'ouvre la porte du sanctuaire qui contient le tombeau de Sidi-Sahab, compagnon et barbier du Prophète ».

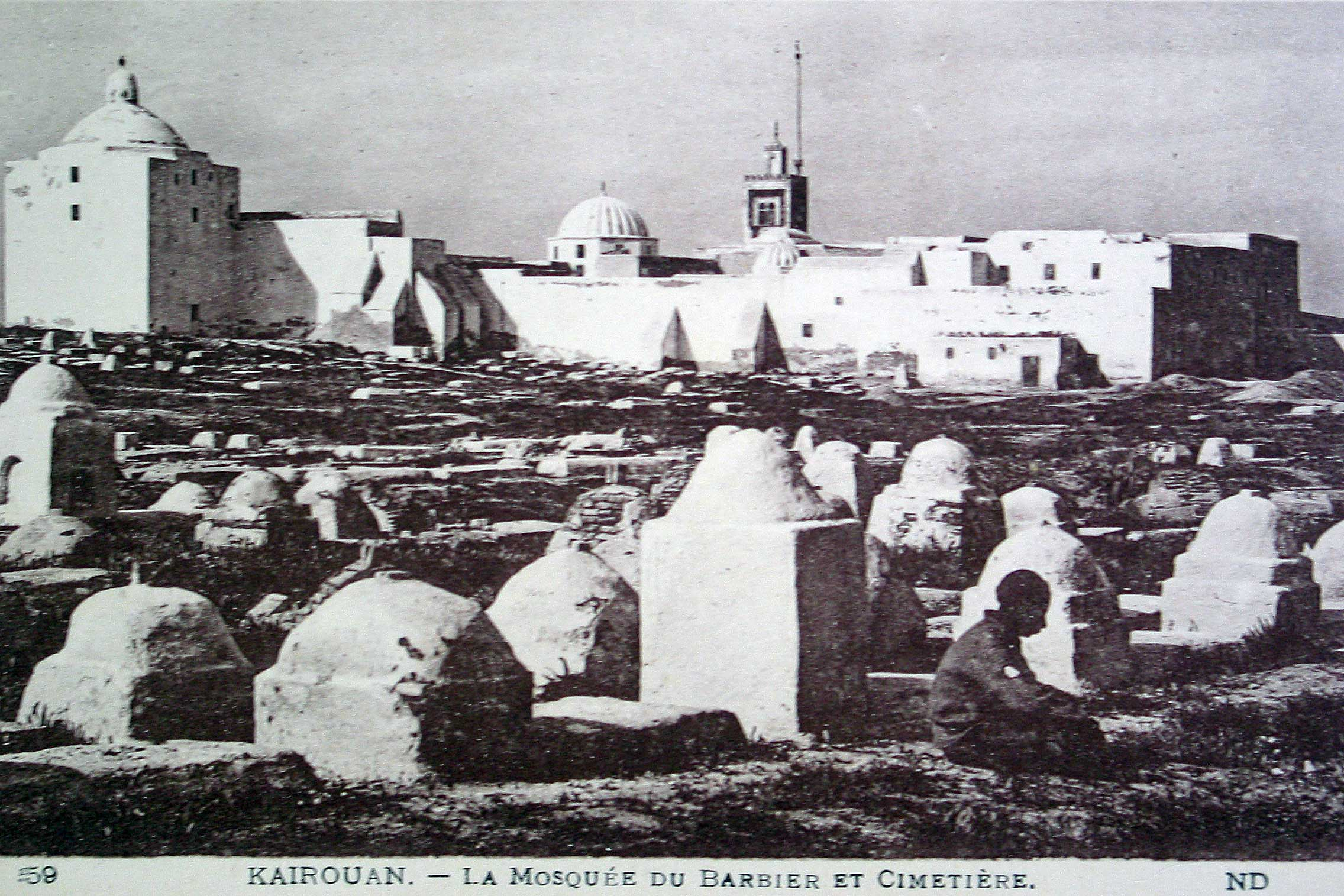
Vue de la mosquée du Barbier au début du XXe siècle.
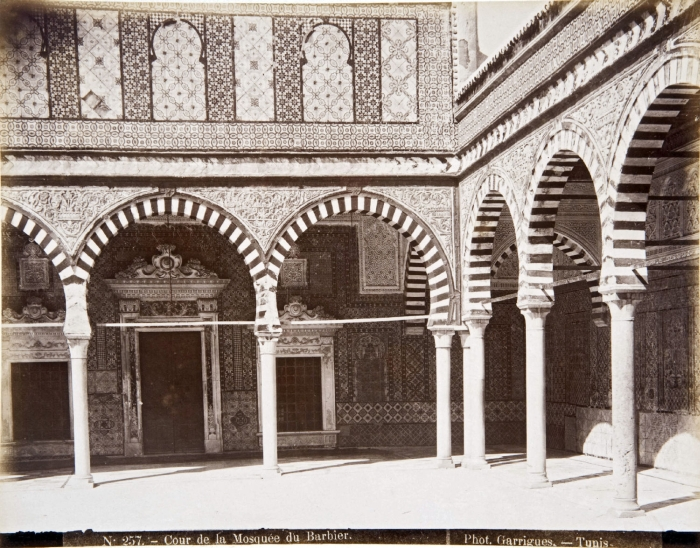
Vue de la cour qui précède la chambre funéraire en 1880.
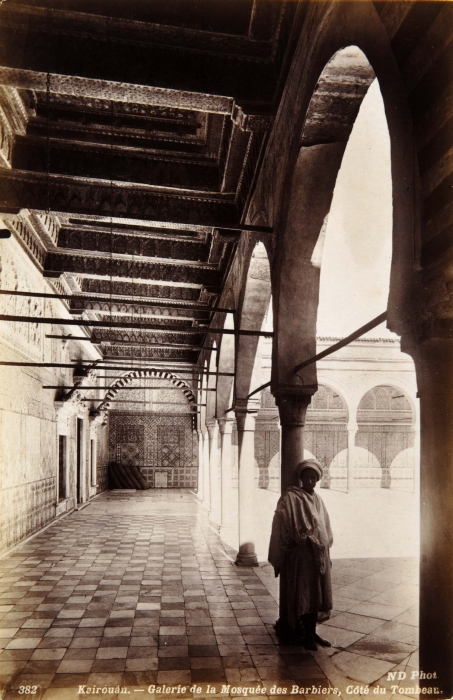
Vue de l'une des galeries du mausolée vers 1890-1910.

## Architecture
La mosquée du Barbier est un vaste complexe qui comprend plusieurs cours, le mausolée proprement dit, une médersa, un entrepôt, ainsi que plusieurs pièces destinées à l'hébergement des visiteurs.

### Cours et mausolée
L'accès au bâtiment se fait par une entrée menant à une grande cour à portiques pavée de briques. À l'angle nord-ouest de cette dernière se dresse un minaret de type hispano-mauresque, à l'étage occupé par deux baies géminées, encadrées de revêtements de céramique. Son sommet est surhaussé de merlons à degrés, contrairement aux minarets kairouanais aux merlons arrondis.
De cette cour, on arrive à une autre entrée dont la porte est encadrée de linteaux en marbre blanc et rouge de style italianisant. On accède au mausolée par un vestibule coudé menant à un patio allongé bordé par deux portiques à arcs outrepassés reposant sur des chapiteaux néo-corinthiens ornés du croissant ottoman. Ce passage mène à un bel espace couvert d'une coupole sur trompes. Celle-ci s'inscrit dans la tradition des coupoles kairouanaises.
La salle est remarquable par la richesse de sa décoration, composée de panneaux en stuc à motifs végétaux et géométriques de style hispano-mauresque (hexagones, étoiles, rosaces, etc.) et turquisant (bouquets de fleurs et cyprès). Cette salle à coupole débouche sur une autre cour entourée de portiques à arcs outrepassés brisés dont les murs, revêtus de carreaux à émail polychrome, sont surmontés de panneaux en stuc sculpté d'une rare finesse. Cette cour précède la chambre funéraire couverte d'une coupole sur trompes surmontée à l'extérieur par un lanternon.

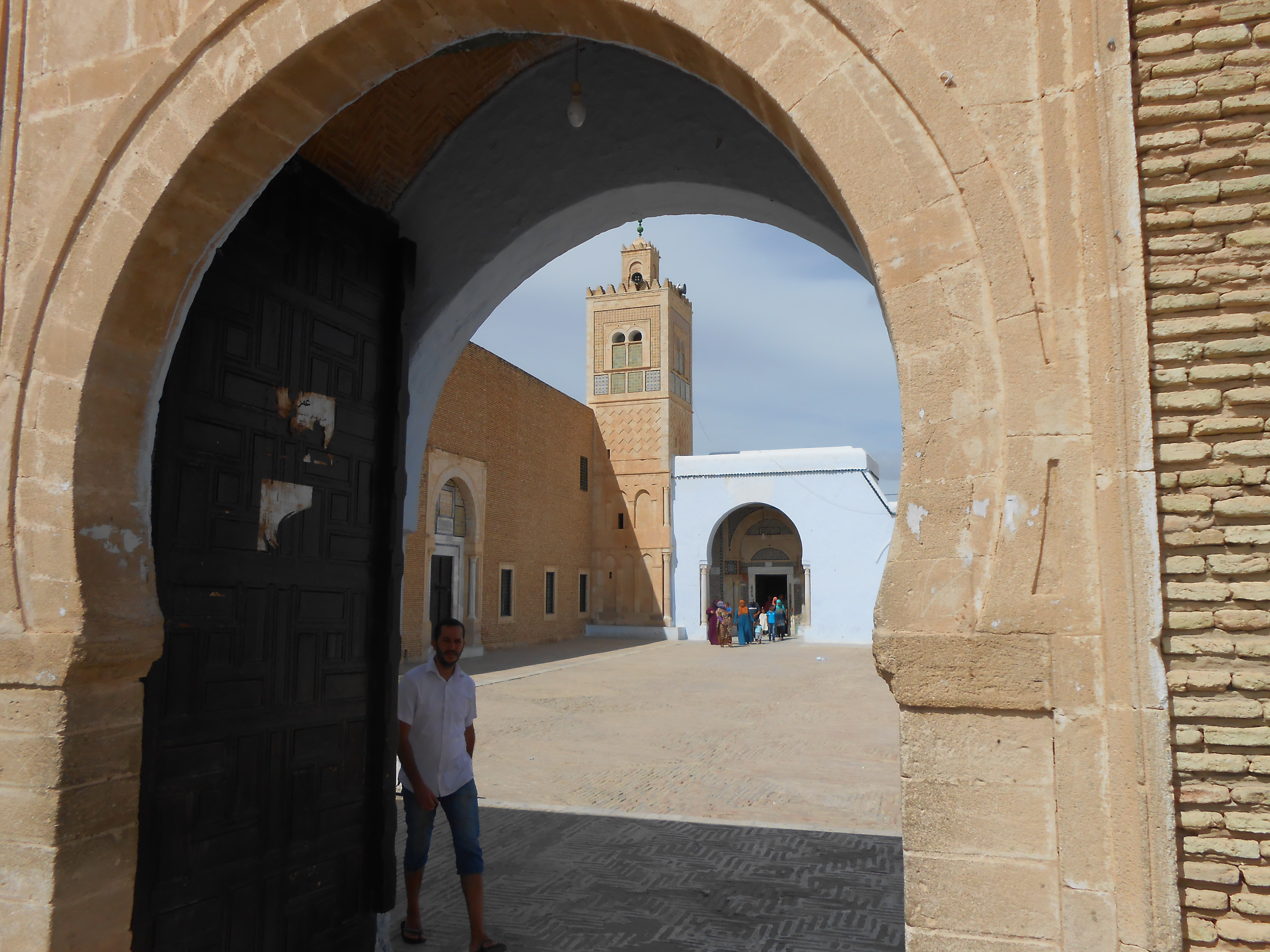
Vue de la porte extérieure donnant sur la première cour.
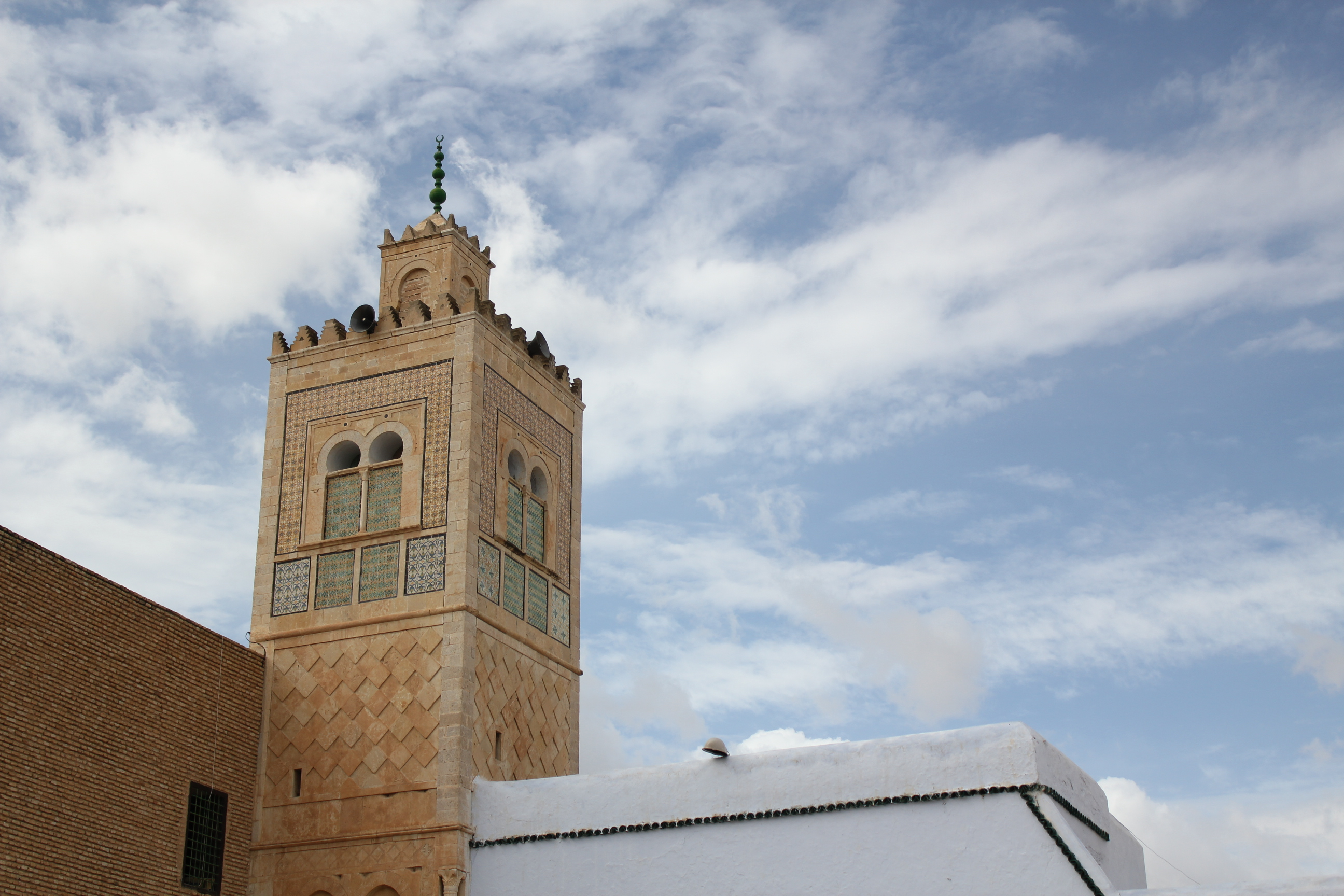
Vue de la partie supérieure du minaret.
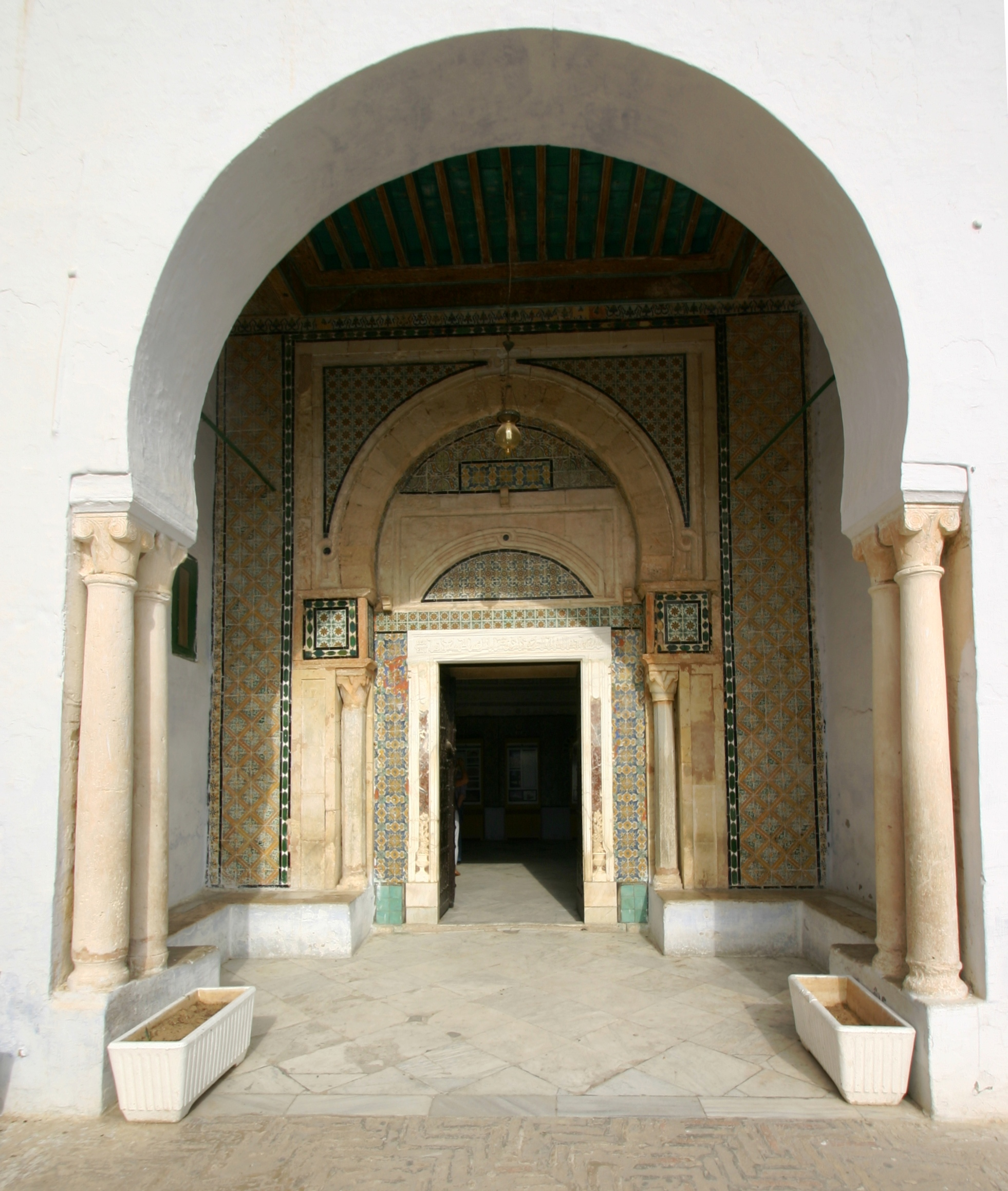
Entrée principale du mausolée.
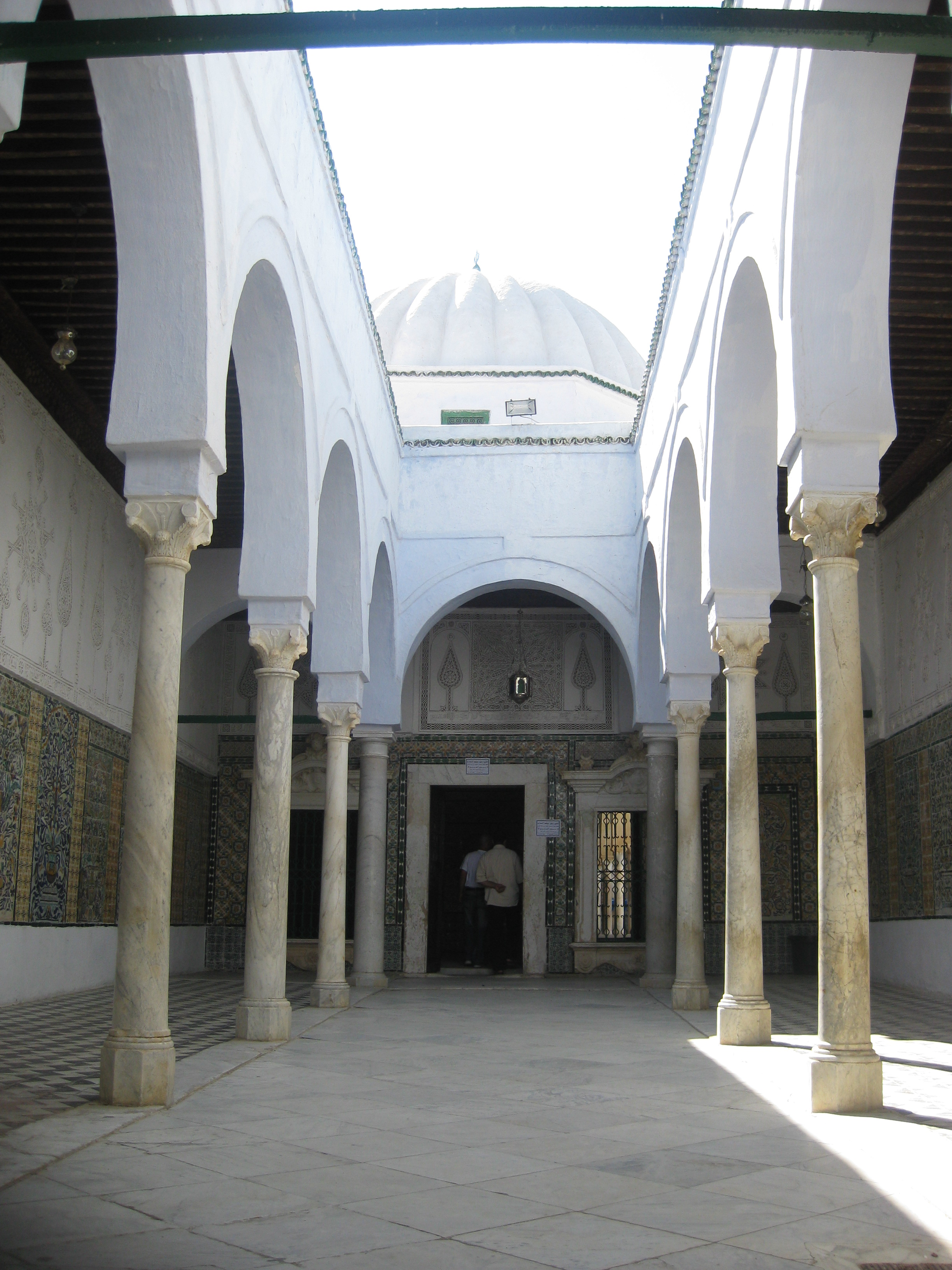
Vue du patio allongé.
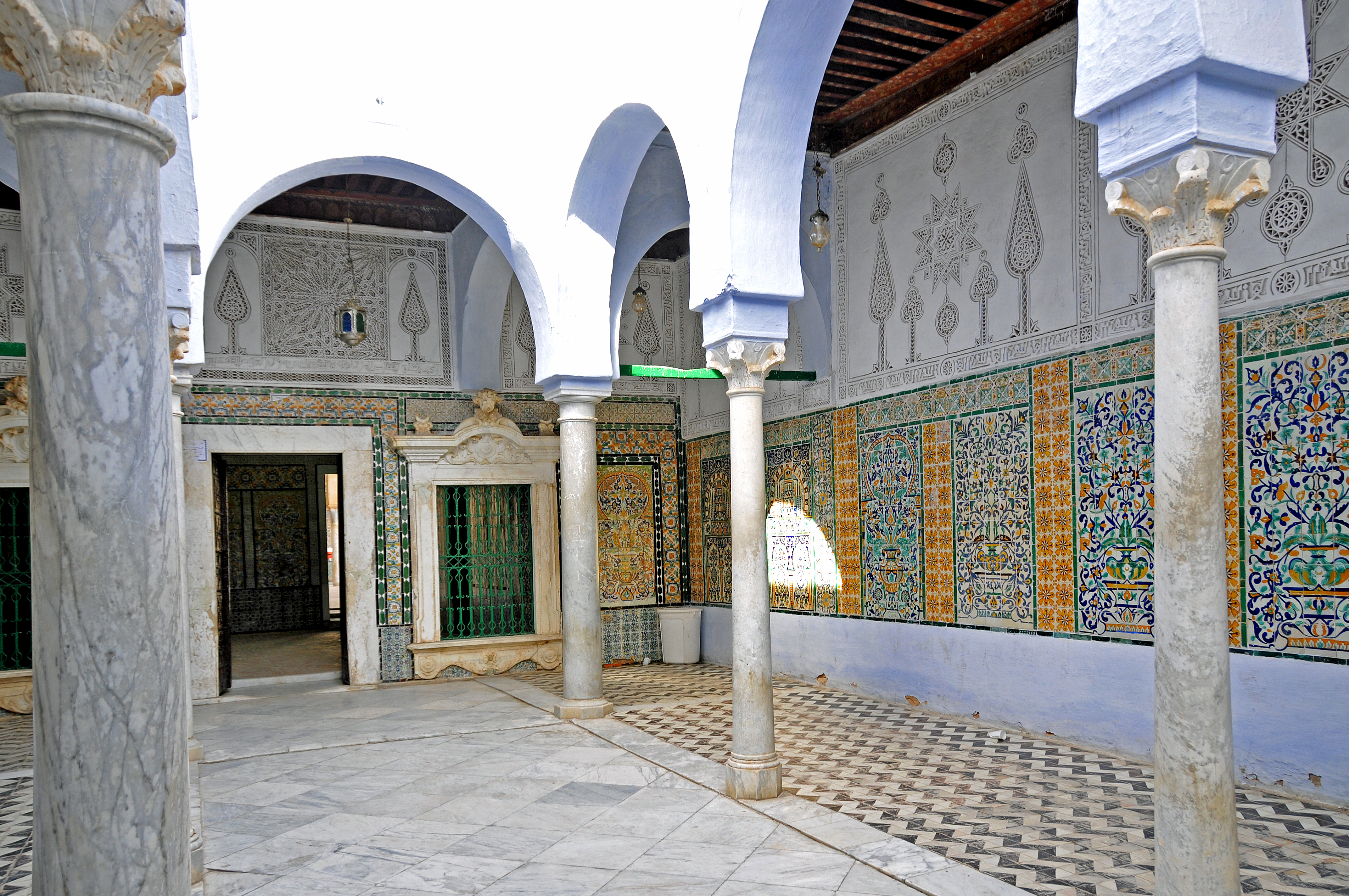
Autre vue du patio allongé qui mène à la salle à coupole.
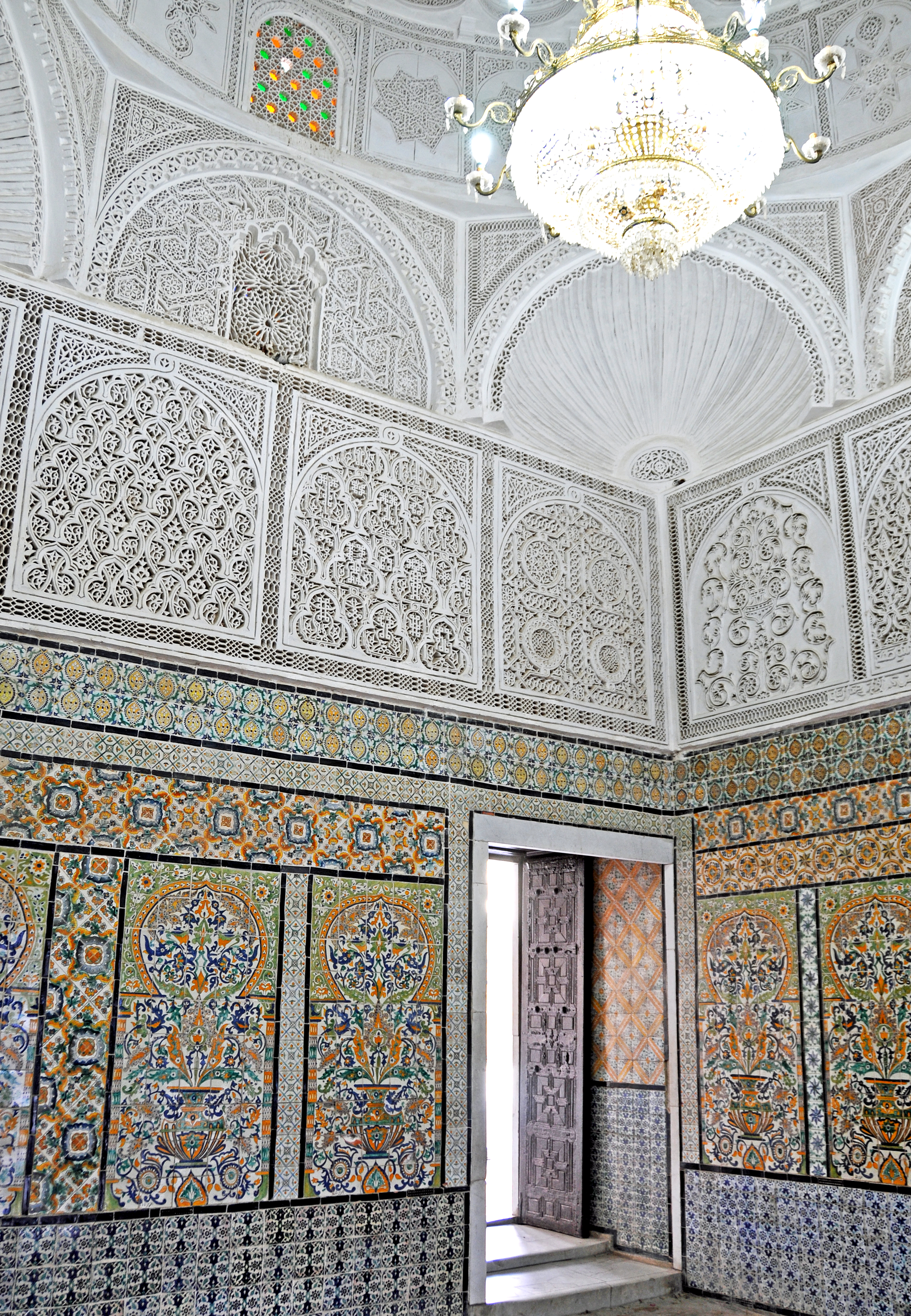
Décoration de céramiques et de stucs de la salle à coupole.
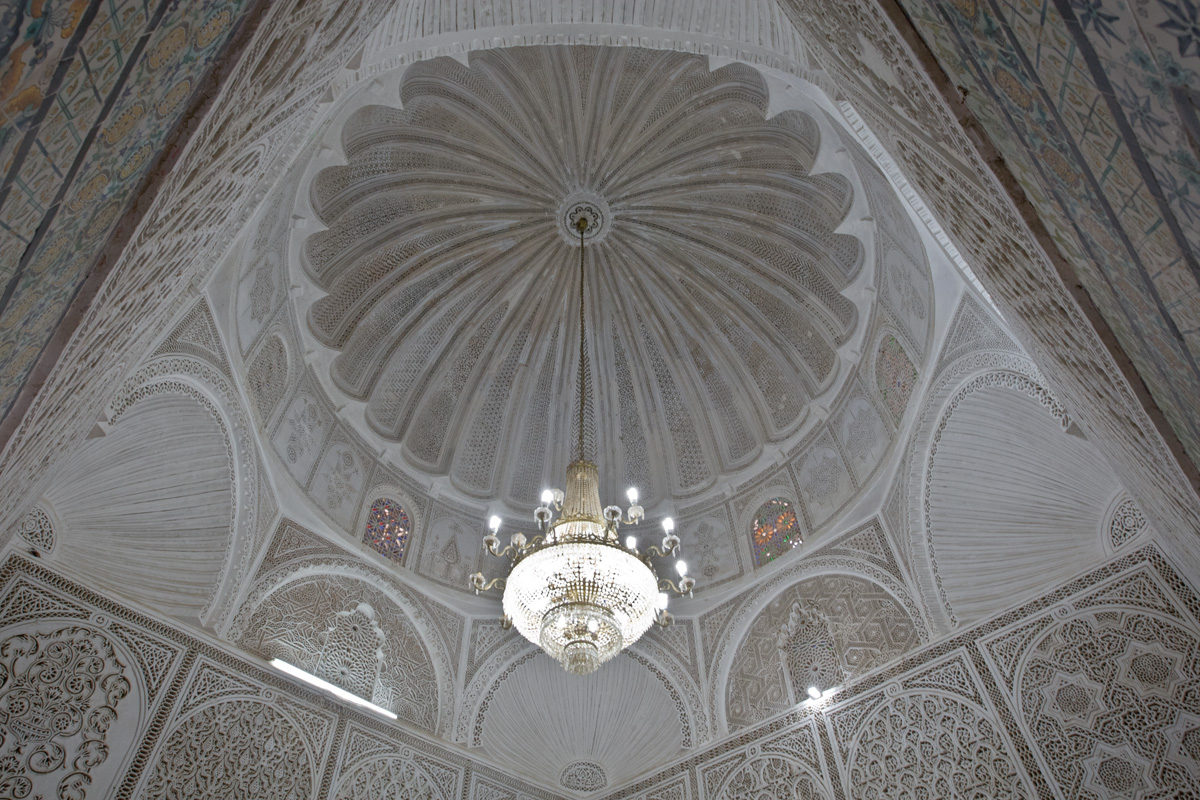
Coupole richement ornée de stucs finement ciselés.
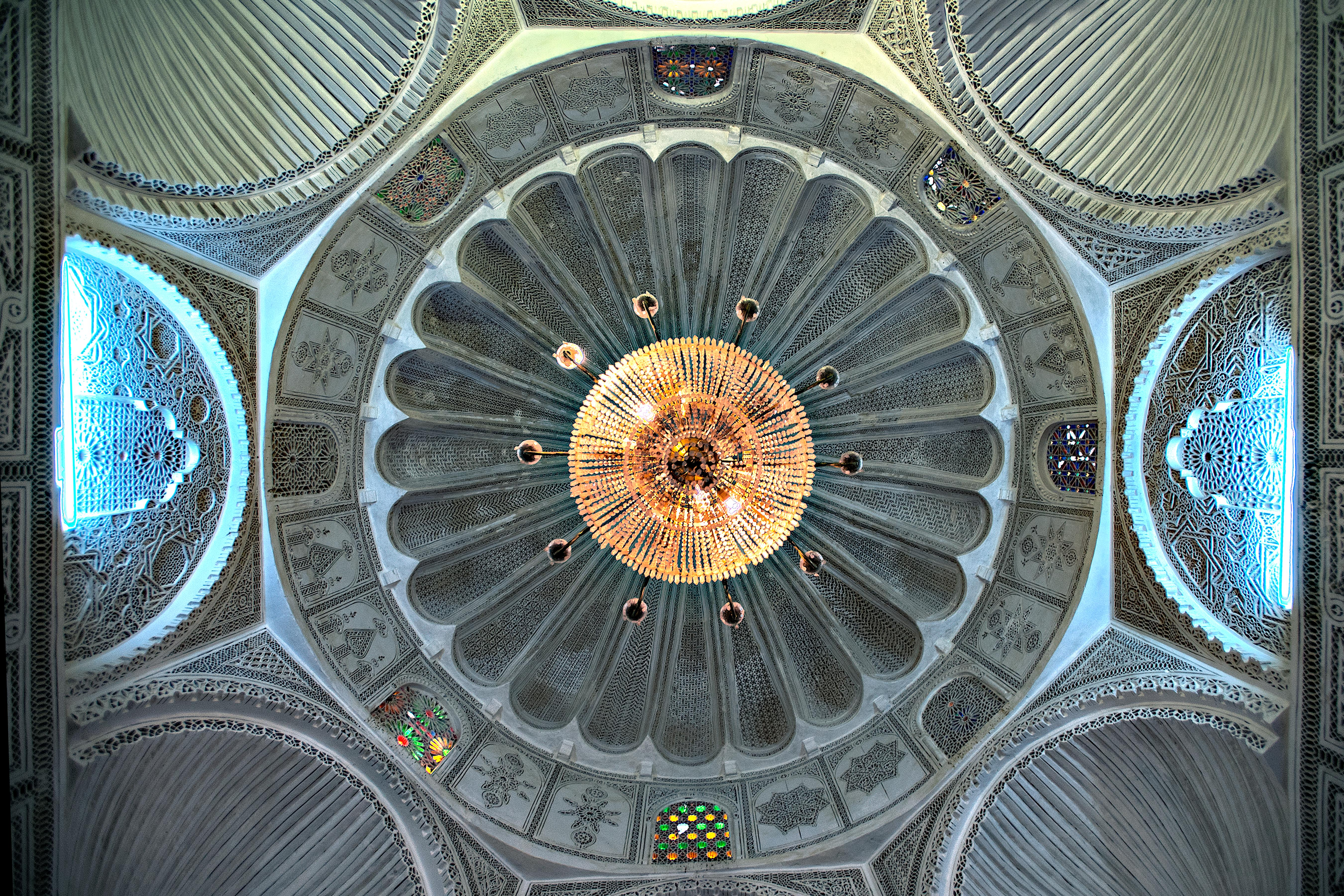
Gros plan sur la coupole.
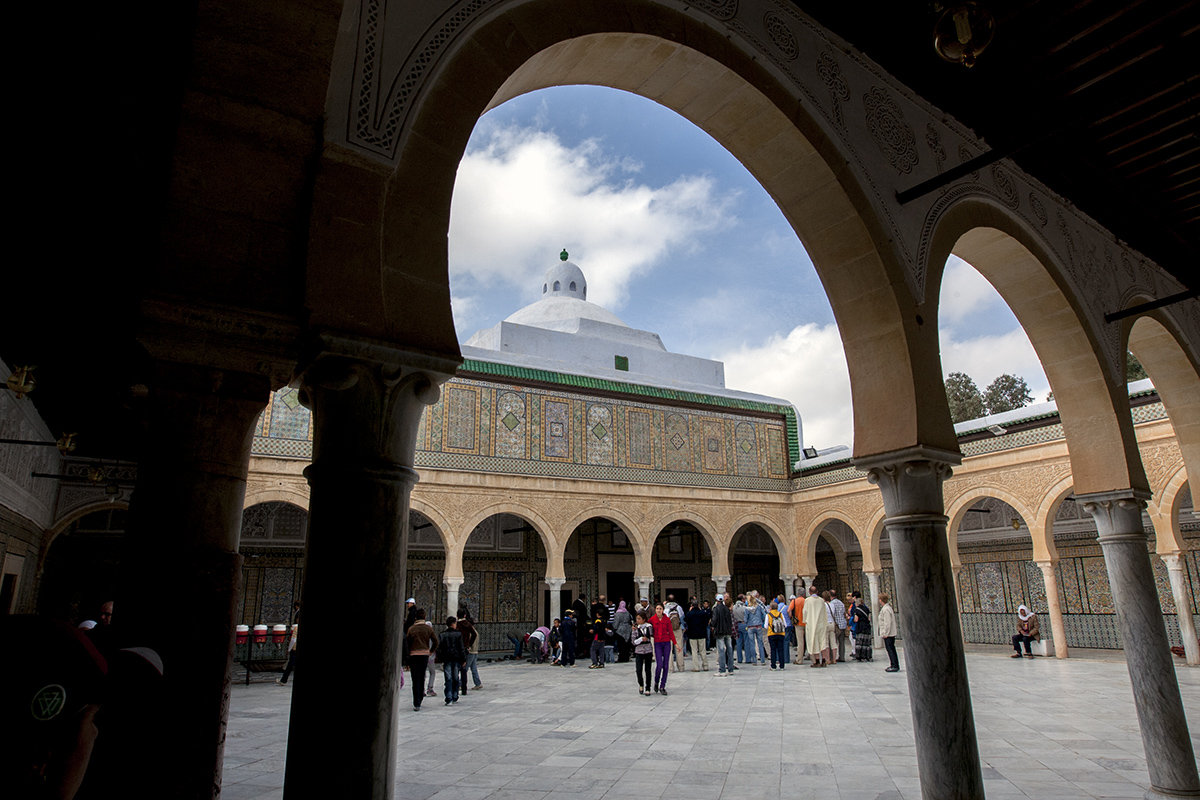
Vue de la cour qui précède la salle funéraire.
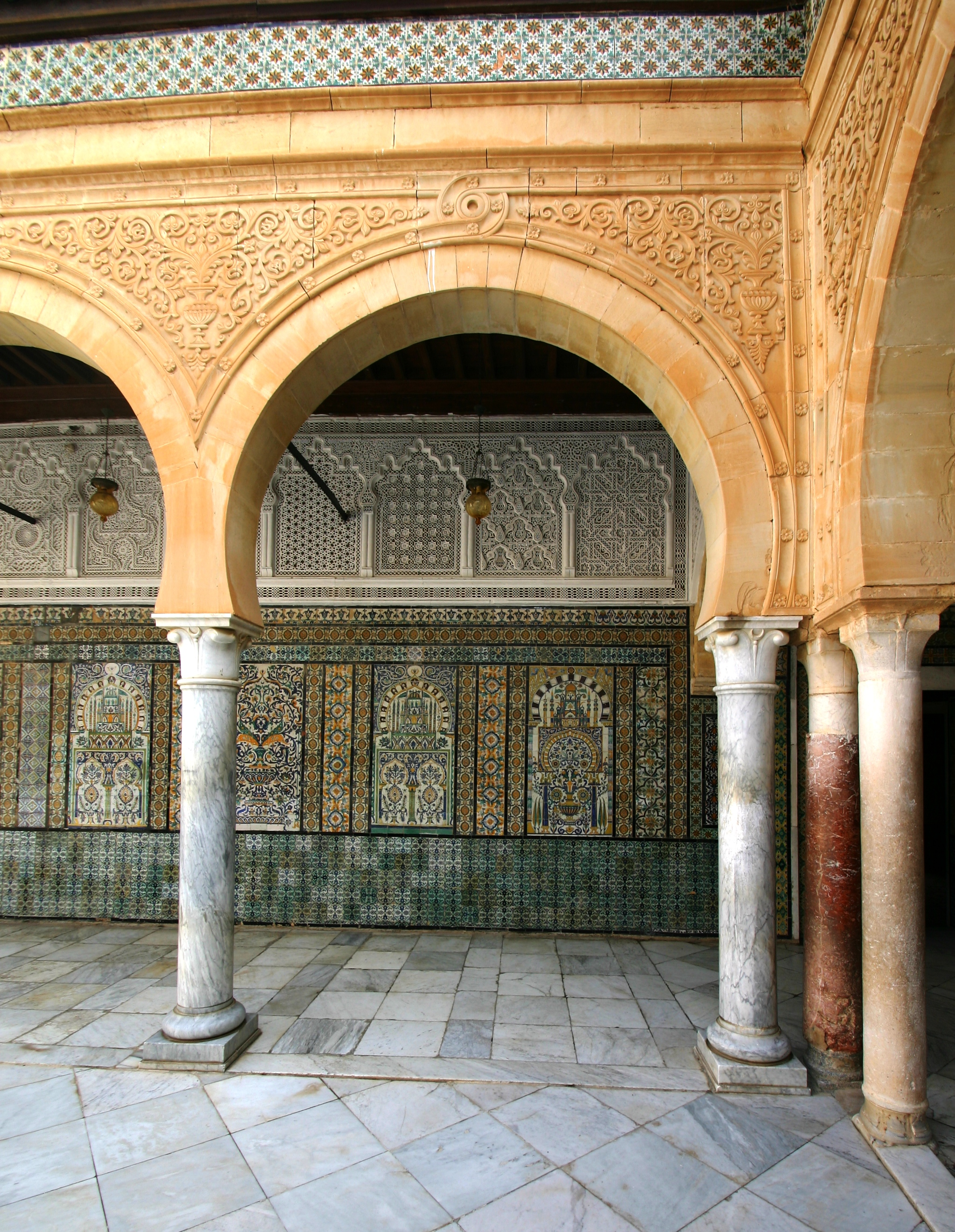
Détail de la cour précédant la salle funéraire.
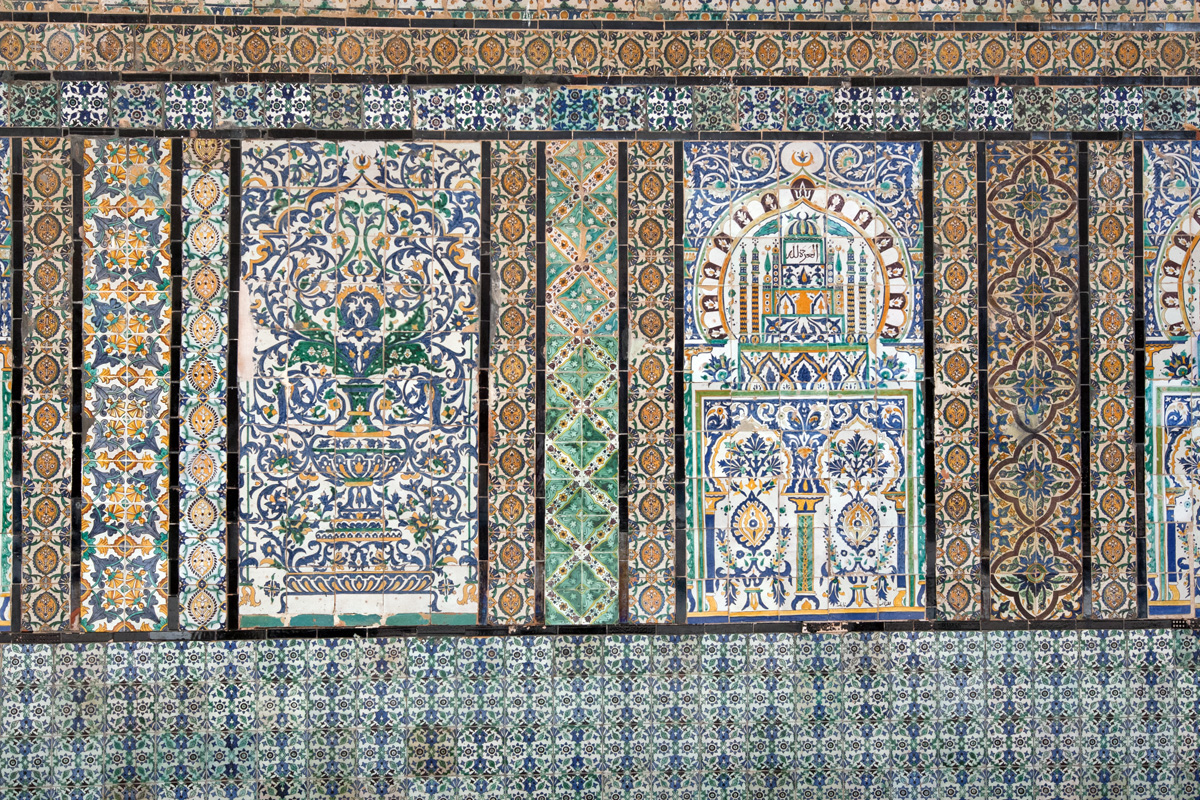
Gros plan sur les céramiques murales.
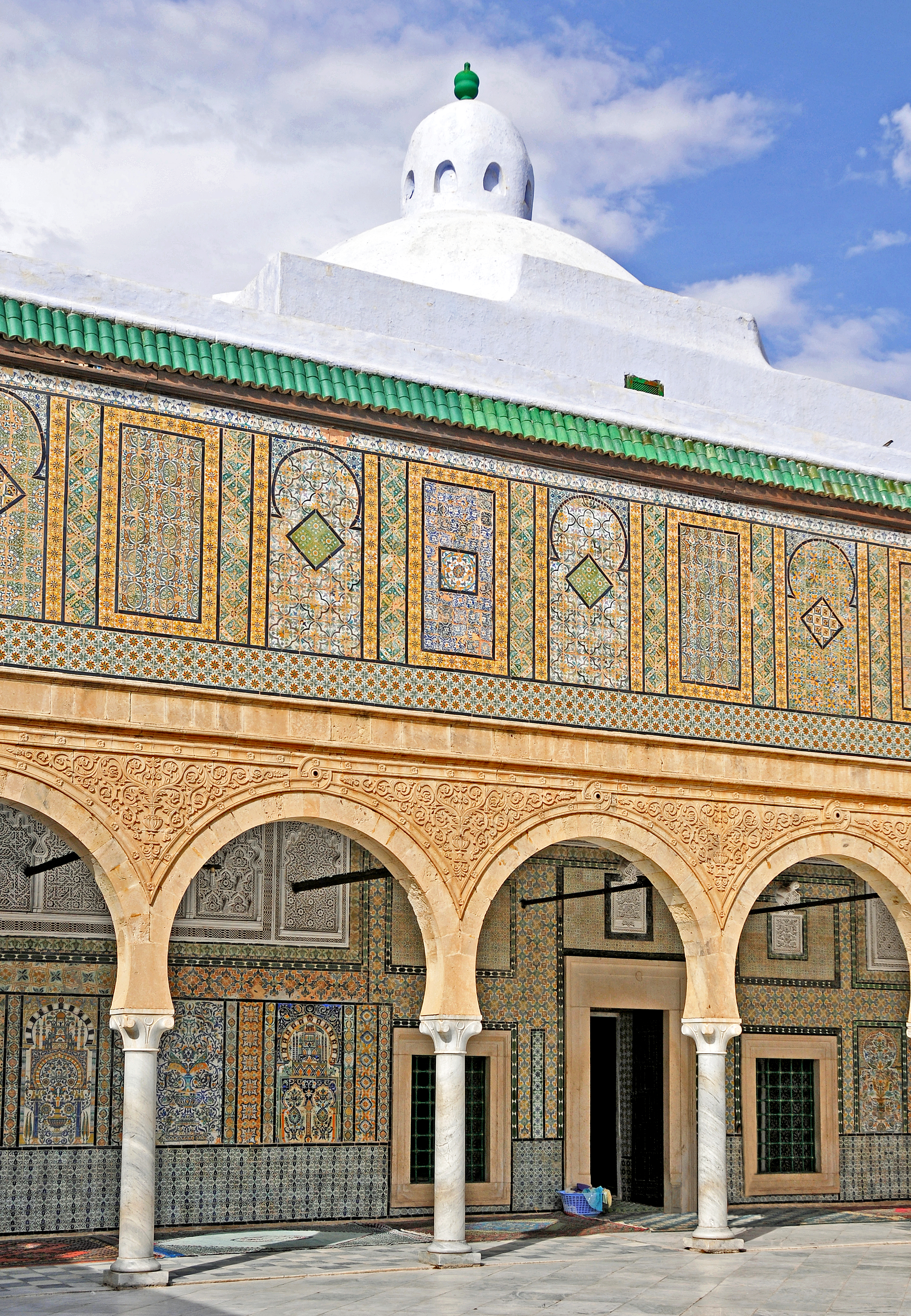
Façade de la salle funéraire.
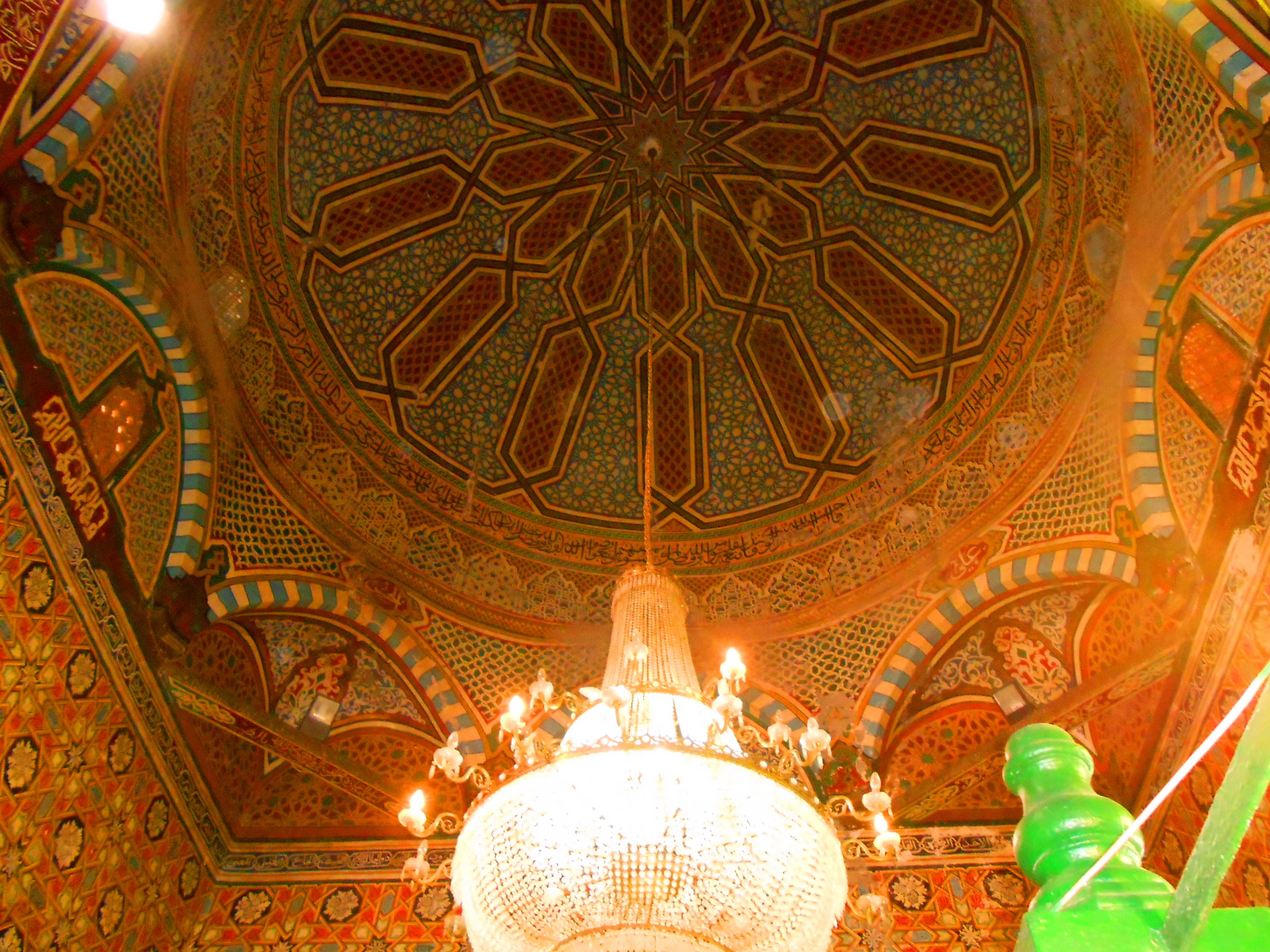
Gros plan sur la coupole de la salle funéraire.
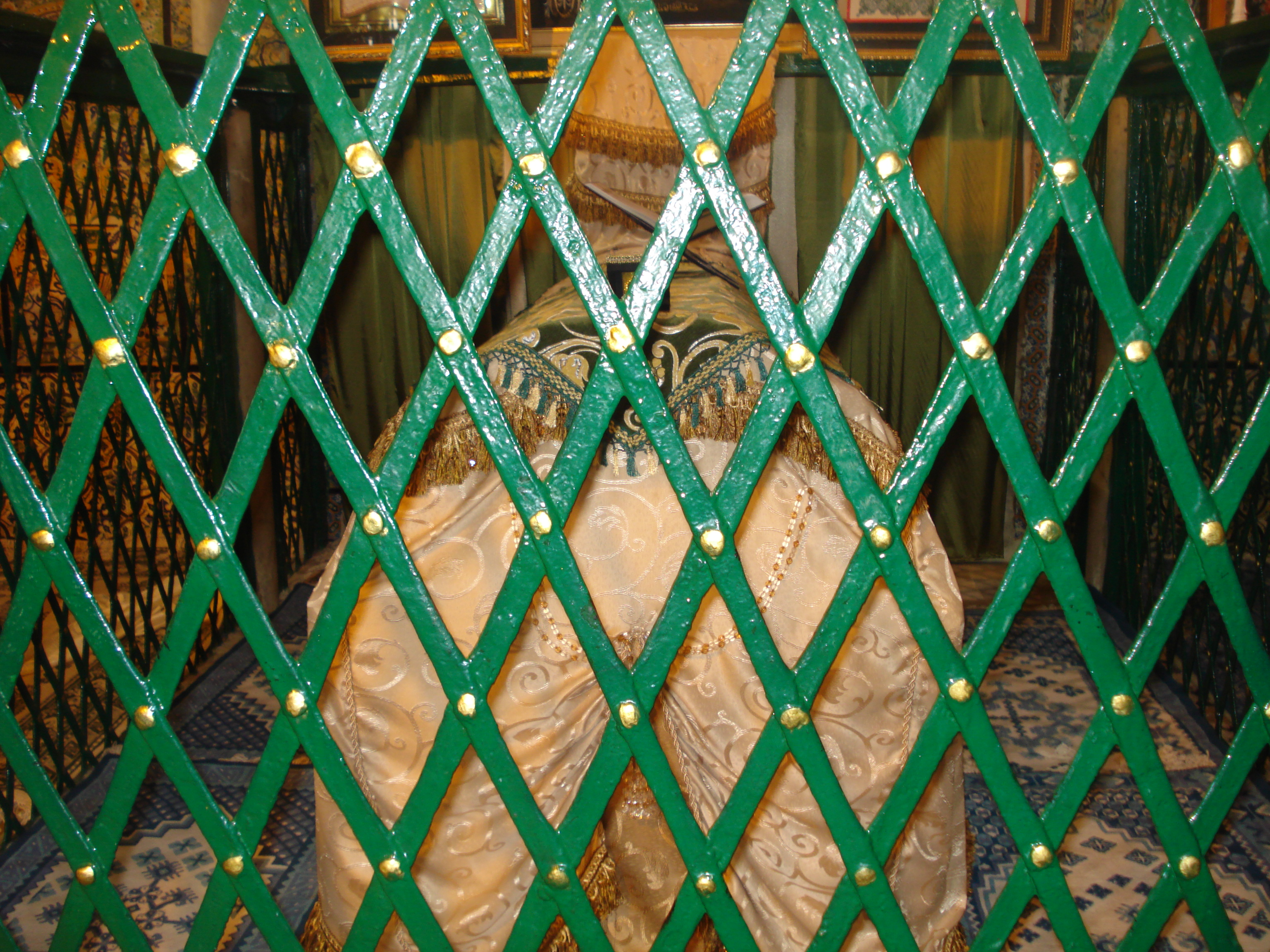
Gros plan sur le tombeau de Sidi Sahab.

### Médersa et autres pièces

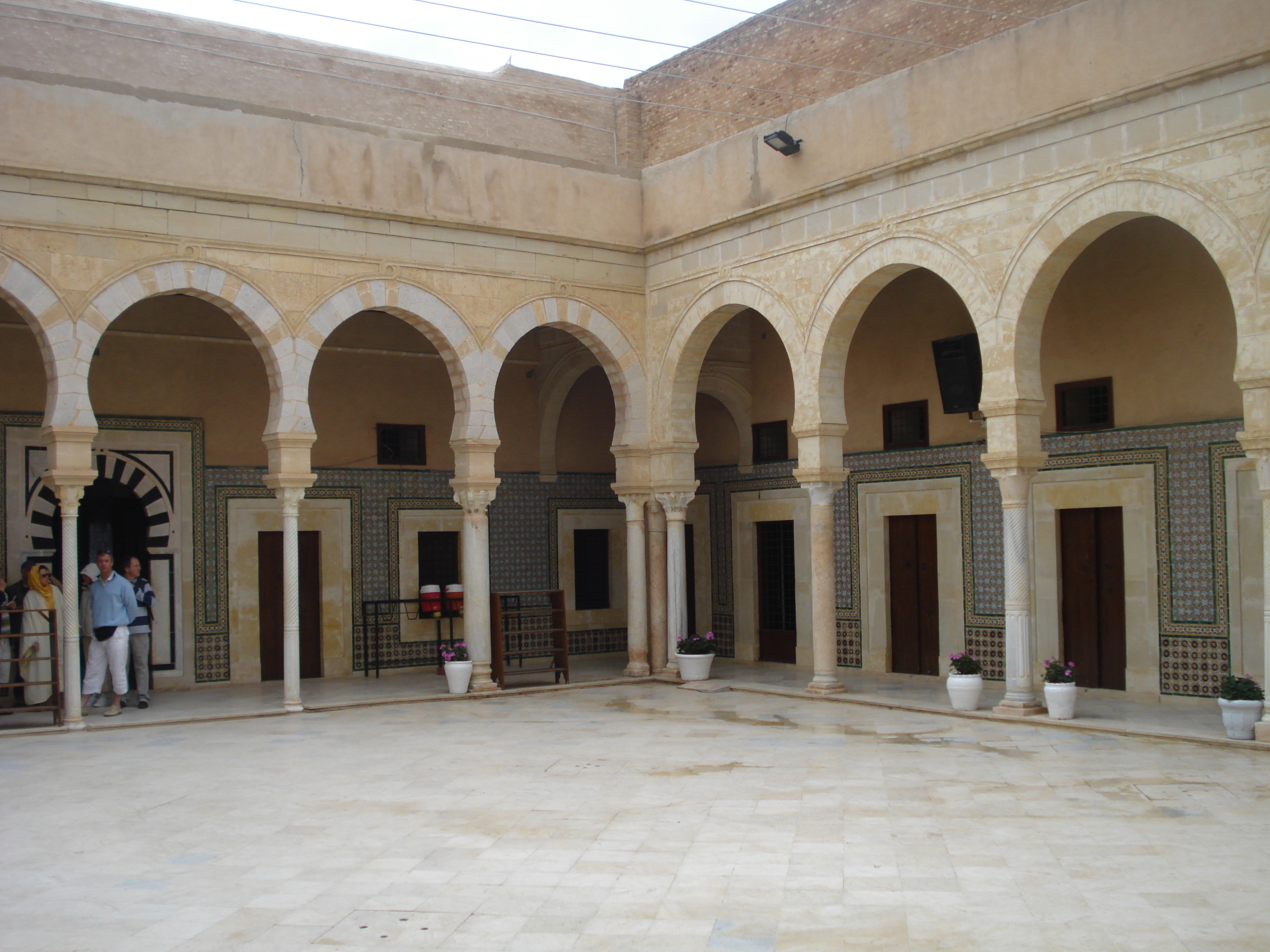
Cour de la médersa.

De la zaouïa, un escalier conduit à la cour à portiques de la médersa. Celle-ci constitue un exemple de la médersa tunisienne avec sa cour pavée entourée de portiques à arcs outrepassés ; sur les côtés est et ouest se trouvent les cellules des étudiants (pièces destinées à leur logement), côté sud une salle de prière allongée. Cette dernière, répartie en trois nefs et six travées, est couverte d'une toiture en terrasse et d'une coupole bulbeuse sur trompes en avant du mihrab. Ce dernier est orné de panneaux de marbre encadrés de carreaux de céramique. La cour de la médersa mène, au sud-est, vers d'autres pièces d'hébergement réparties sur deux niveaux autour d'une courette.
Ce complexe renferme aussi un entrepôt pour le stockage des produits provenant des habous et des dons, et un appartement composé d'une cour entourée de pièces d'hébergement connu sous le nom de al-alwi du pacha. Il accueillait le bey chargé de la perception des impôts et plus tard les hôtes de marque du mausolée.
L'ensemble architectural remarquable qu'est la mosquée du Barbier illustre les différents apports, sur le plan décoratif, qui caractérisent la Tunisie à l'époque ottomane. Ces influences, à la fois hispano-mauresque, la plus marquante, ottomane et italianisante, se mêlent aux traditions locales de l'école architecturale kairouanaise, contribuant ainsi à l'élaboration d'une personnalité artistique originale.

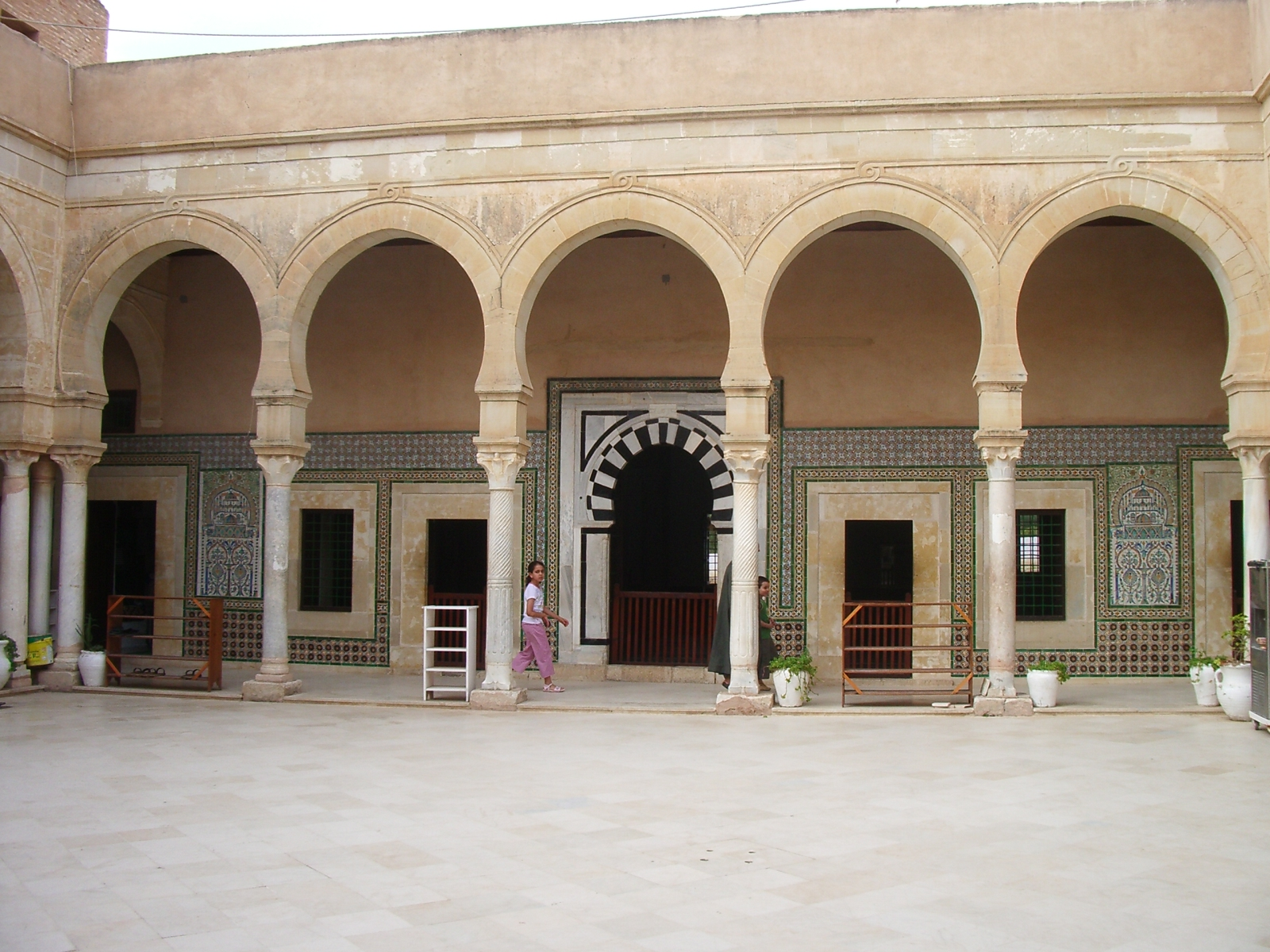
Vue du portique sud de la cour de la médersa.
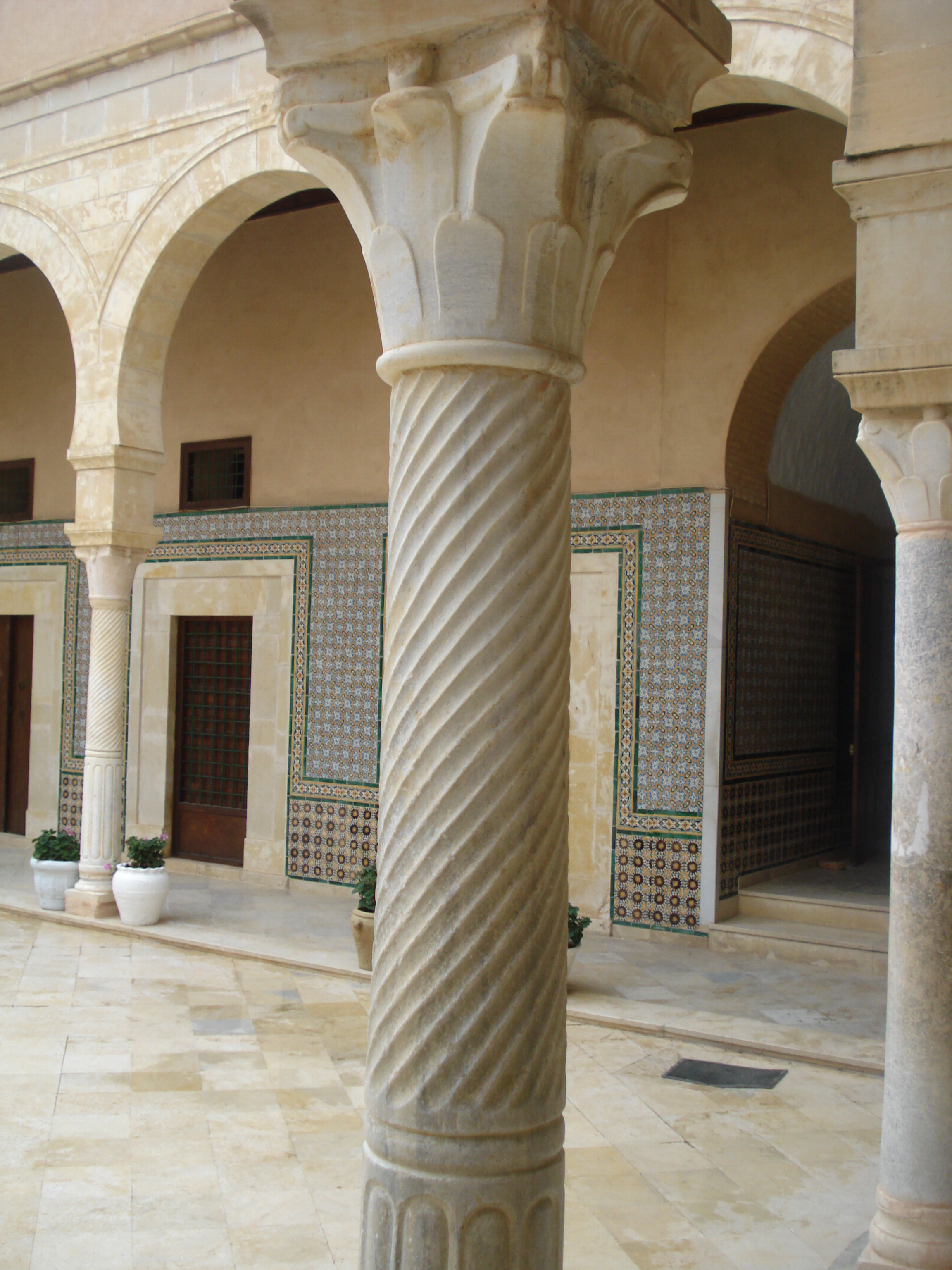
Gros plan sur l'une des colonnes de la cour.
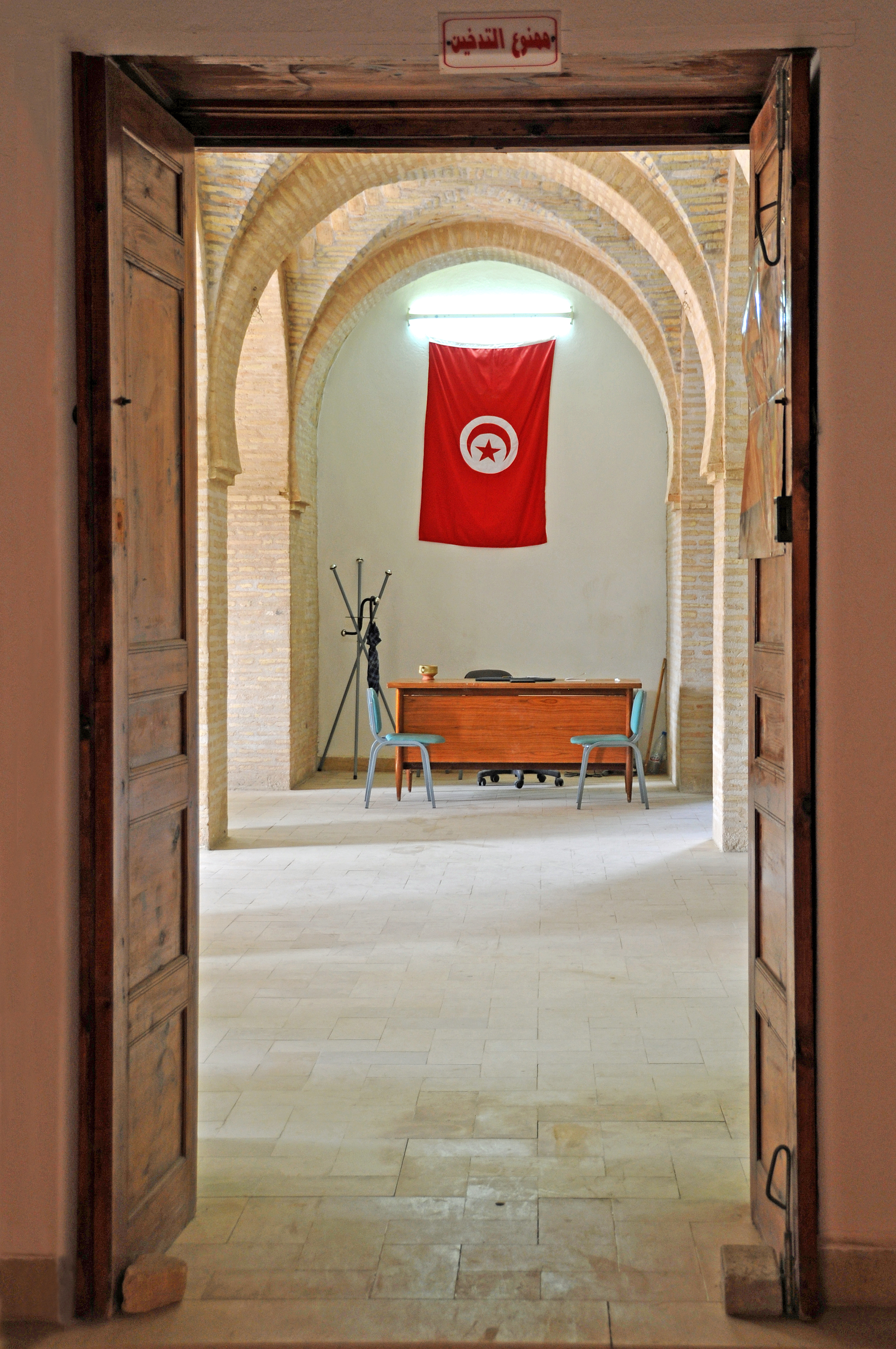
Entrée de l'une des pièces de la médersa.
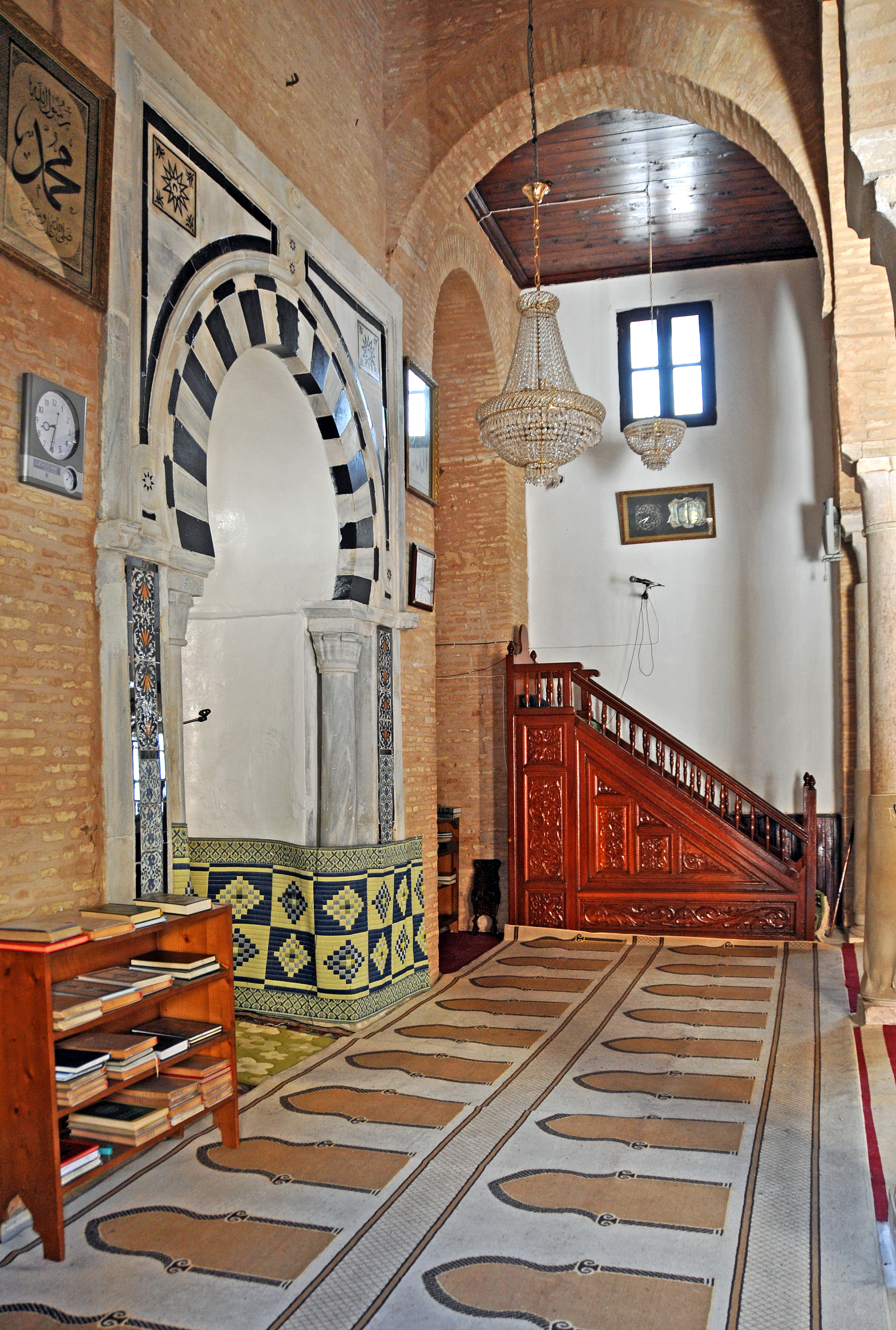
Vue du mihrab de la salle de prière.
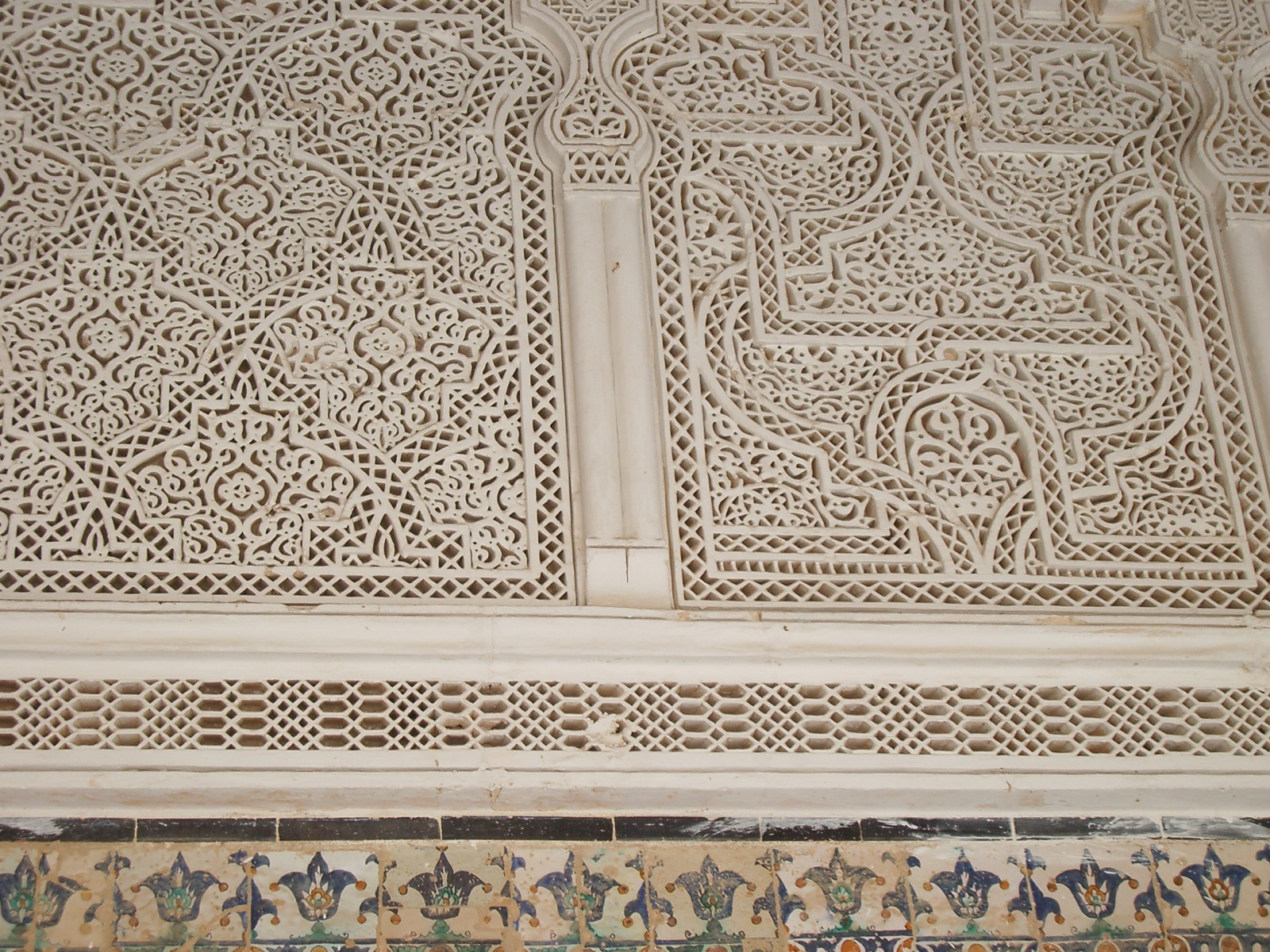
Décor en stuc d'inspiration hispano-mauresque.
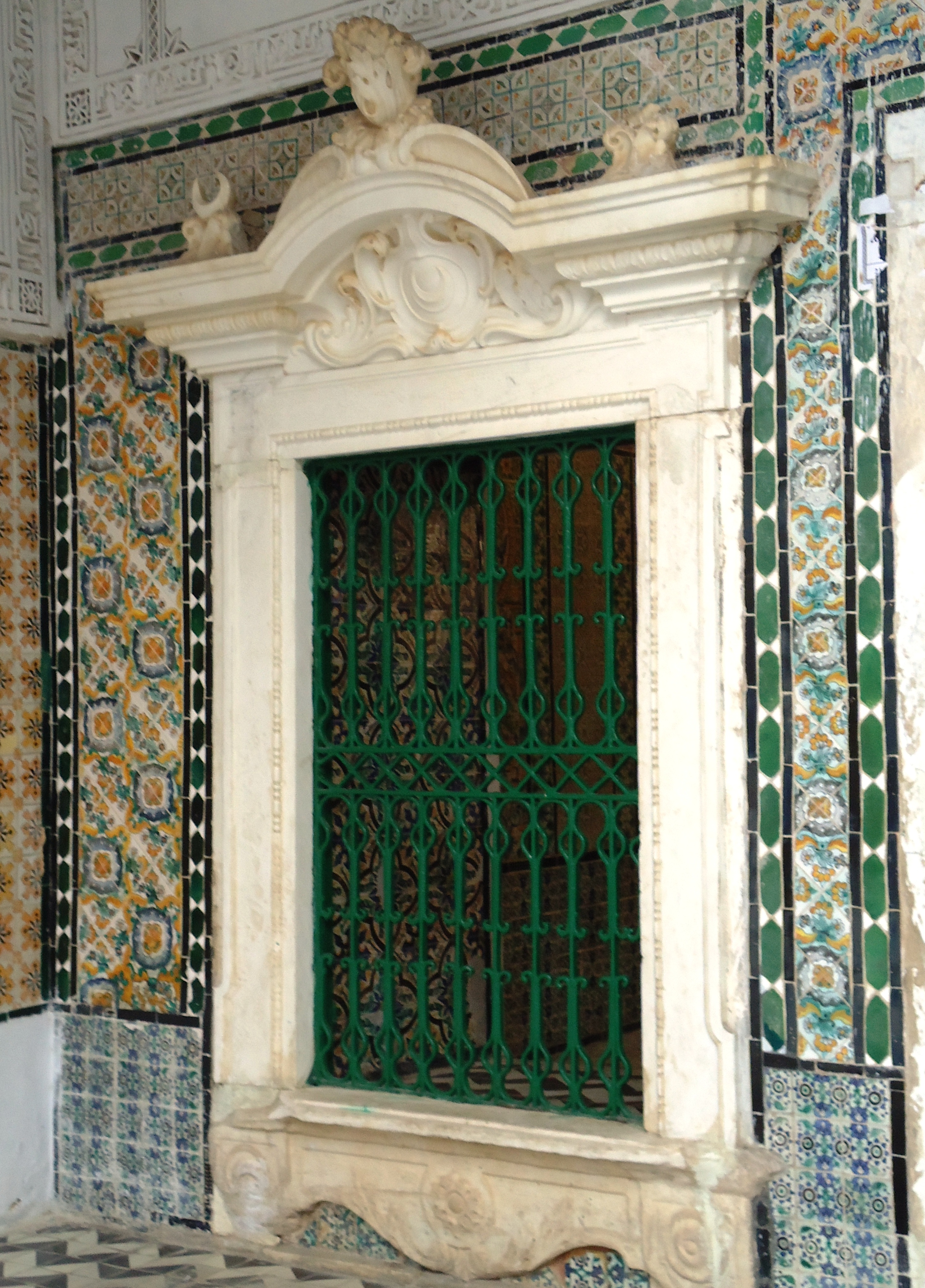
Encadrement d'une fenêtre d'inspiration italianisante.

## Importance
Le mausolée de Sidi Sahab, l'un des plus visités par les Tunisiens qui y affluent surtout lors de la fête du Mouled, est un lieu vénéré où l'on célèbre, outre le Mouled, d'autres festivités comme les contrats de mariage, les circoncisions, etc. Jadis, il servait de lieu de rassemblement pour les caravanes venues de tout le Maghreb avant leur départ pour le pèlerinage à La Mecque.